# Oenanthe phillipsi
Oenanthe phillipsi là một loài chim trong họ Muscicapidae.